# NFL Europe 2001
Die NFL Europe 2001 war die neunte Spielzeit der Liga. Das World Bowl IX genannte Finale in Amsterdam gewann Berlin Thunder.

## Teilnehmer und Modus
Die sechs Mannschaften spielten jeder gegen jeden in Hin- und Rückspiel. Die beiden ersten Mannschaften qualifizierten sich für das Finale, den World Bowl.
| Land                   | Team               | Spielort                                | Head Coach     | Platzierung 2000         |
| ---------------------- | ------------------ | --------------------------------------- | -------------- | ------------------------ |
| Niederlande            | Amsterdam Admirals | Amsterdam ArenA                         | Bart Andrus    | 4.                       |
| Spanien                | Barcelona Dragons  | Olympiastadion Barcelona                | Jack Bicknell  | 3.                       |
| Deutschland            | Berlin Thunder     | Friedrich-Ludwig-Jahn-Sportpark, Berlin | Peter Vaas     | 6.                       |
| Deutschland            | Frankfurt Galaxy   | Waldstadion, Frankfurt am Main          | Doug Graber    | 5.                       |
| Deutschland            | Rhein Fire         | Rheinstadion, Düsseldorf                | Pete Kuharchek | 1., Sieger World Bowl    |
| Vereinigtes Konigreich | Scottish Claymores | Hampden Park, Glasgow                   | Gene Dahlquist | 2., Verlierer World Bowl |

## Regular Season

### Übersicht
| ↓ Heim Auswärts →    | AMS   | BAR   | BER   | FRA   | RHE   | SCO   |
| -------------------- | ----- | ----- | ----- | ----- | ----- | ----- |
| Amsterdam Admirals   | •     | 33:13 | 28:34 | 28:14 | 17:14 | 14:10 |
| FC Barcelona Dragons | 31:14 | •     | 55:35 | 31:20 | 24:12 | 26:07 |
| Berlin Thunder       | 41:10 | 14:21 | •     | 34:25 | 23:17 | 27:19 |
| Frankfurt Galaxy     | 28:23 | 26:10 | 20:28 | •     | 05:22 | 27:17 |
| Rhein Fire           | 24:20 | 21:27 | 16:13 | 17:13 | •     | 10:03 |
| Scottish Claymores   | 17:07 | 09:14 | 28:21 | 24:21 | 34:21 | •     |

### Spiele

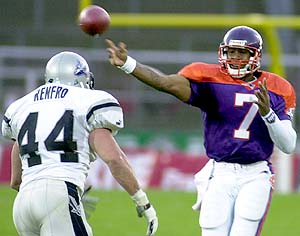
Michael Bishop, Quarterback der Frankfurt Galaxy, im Spiel gegen Scottish Claymores.

| Woche 1        | Woche 1            | Woche 1 | Woche 1            |
| Datum          | Heimteam           | Erg.    | Auswärtsteam       |
| -------------- | ------------------ | ------- | ------------------ |
| 21. April 2001 | Scottish Claymores | 24:21   | Frankfurt Galaxy   |
| 21. April 2001 | Berlin Thunder     | 14:21   | Barcelona Dragons  |
| 21. April 2001 | Rhein Fire         | 24:20   | Amsterdam Admirals |

| Woche 2        | Woche 2            | Woche 2 | Woche 2            |
| Datum          | Heimteam           | Erg.    | Auswärtsteam       |
| -------------- | ------------------ | ------- | ------------------ |
| 28. April 2001 | Barcelona Dragons  | 24:12   | Rhein Fire         |
| 28. April 2001 | Frankfurt Galaxy   | 20:28   | Berlin Thunder     |
| 28. April 2001 | Amsterdam Admirals | 14:10   | Scottish Claymores |

| Woche 3     | Woche 3            | Woche 3 | Woche 3           |
| Datum       | Heimteam           | Erg.    | Auswärtsteam      |
| ----------- | ------------------ | ------- | ----------------- |
| 5. Mai 2001 | Rhein Fire         | 21:27   | Barcelona Dragons |
| 5. Mai 2001 | Amsterdam Admirals | 28:14   | Frankfurt Galaxy  |
| 6. Mai 2001 | Scottish Claymores | 28:21   | Berlin Thunder    |

| Woche 4      | Woche 4           | Woche 4 | Woche 4            |
| Datum        | Heimteam          | Erg.    | Auswärtsteam       |
| ------------ | ----------------- | ------- | ------------------ |
| 12. Mai 2001 | Berlin Thunder    | 23:17   | Rhein Fire         |
| 12. Mai 2001 | Barcelona Dragons | 31:14   | Amsterdam Admirals |
| 12. Mai 2001 | Frankfurt Galaxy  | 27:17   | Scottish Claymores |

| Woche 5      | Woche 5            | Woche 5 | Woche 5            |
| Datum        | Heimteam           | Erg.    | Auswärtsteam       |
| ------------ | ------------------ | ------- | ------------------ |
| 19. Mai 2001 | Amsterdam Admirals | 33:13   | Barcelona Dragons  |
| 19. Mai 2001 | Berlin Thunder     | 34:25   | Frankfurt Galaxy   |
| 20. Mai 2001 | Rhein Fire         | 10:03   | Scottish Claymores |

| Woche 6      | Woche 6            | Woche 6 | Woche 6            |
| Datum        | Heimteam           | Erg.    | Auswärtsteam       |
| ------------ | ------------------ | ------- | ------------------ |
| 26. Mai 2001 | Barcelona Dragons  | 55:35   | Berlin Thunder     |
| 27. Mai 2001 | Scottish Claymores | 17:07   | Amsterdam Admirals |
| 27. Mai 2001 | Frankfurt Galaxy   | 05:22   | Rhein Fire         |

| Woche 7      | Woche 7            | Woche 7 | Woche 7            |
| Datum        | Heimteam           | Erg.    | Auswärtsteam       |
| ------------ | ------------------ | ------- | ------------------ |
| 2. Juni 2001 | Berlin Thunder     | 27:19   | Scottish Claymores |
| 2. Juni 2001 | Barcelona Dragons  | 31:20   | Frankfurt Galaxy   |
| 2. Juni 2001 | Amsterdam Admirals | 17:14   | Rhein Fire         |

| Woche 8       | Woche 8            | Woche 8 | Woche 8            |
| Datum         | Heimteam           | Erg.    | Auswärtsteam       |
| ------------- | ------------------ | ------- | ------------------ |
| 9. Juni 2001  | Frankfurt Galaxy   | 28:23   | Amsterdam Admirals |
| 10. Juni 2001 | Scottish Claymores | 09:14   | Barcelona Dragons  |
| 10. Juni 2001 | Rhein Fire         | 16:13   | Berlin Thunder     |

| Woche 9       | Woche 9           | Woche 9 | Woche 9            |
| Datum         | Heimteam          | Erg.    | Auswärtsteam       |
| ------------- | ----------------- | ------- | ------------------ |
| 16. Juni 2001 | Berlin Thunder    | 41:10   | Amsterdam Admirals |
| 17. Juni 2001 | Barcelona Dragons | 26:07   | Scottish Claymores |
| 17. Juni 2001 | Rhein Fire        | 17:13   | Frankfurt Galaxy   |

| Woche 10      | Woche 10           | Woche 10 | Woche 10          |
| Datum         | Heimteam           | Erg.     | Auswärtsteam      |
| ------------- | ------------------ | -------- | ----------------- |
| 23. Juni 2001 | Frankfurt Galaxy   | 26:10    | Barcelona Dragons |
| 23. Juni 2001 | Scottish Claymores | 34:21    | Rhein Fire        |
| 24. Juni 2001 | Amsterdam Admirals | 28:34    | Berlin Thunder    |

### Tabelle
|    |                    | S | N | U | SQ    | P+  | P–  | Heim | Ausw. |
| -- | ------------------ | - | - | - | ----- | --- | --- | ---- | ----- |
| 1. | Barcelona Dragons  | 8 | 2 | 0 | 0.800 | 252 | 191 | 5–0  | 3–2   |
| 2. | Berlin Thunder     | 6 | 4 | 0 | 0.600 | 270 | 239 | 4–1  | 2–3   |
| 3. | Rhein Fire         | 5 | 5 | 0 | 0.500 | 174 | 179 | 4–1  | 1–4   |
| 4. | Scottish Claymores | 4 | 6 | 0 | 0.400 | 168 | 188 | 4–1  | 0–5   |
| 5. | Amsterdam Admirals | 4 | 6 | 0 | 0.400 | 194 | 226 | 4–1  | 0–5   |
| 6. | Frankfurt Galaxy   | 3 | 7 | 0 | 0.300 | 199 | 234 | 3–2  | 0–5   |

Legende: Siege, Niederlagen, Unentschieden, SQ Siegquote, P+ erzielte Punkte, P−gegnerische Punkte, Heim Heimbilanz (Siege–Niederlagen), Ausw. Auswärtsbilanz (Siege–Niederlagen).

## World Bowl IX
Das Finale zwischen den beiden bestplatzierten Mannschaften fand am Samstag, 30. Juni 2001 in der Amsterdam ArenA statt. Offizieller Name des Spiels war World Bowl IX – erstmals wurde das Spiel wie der Super Bowl, das Finale der NFL, mit römischen Ziffern durchnummeriert. Zuvor war der World Bowl jeweils mit dem entsprechenden Jahr bezeichnet worden.

### Spielablauf
|                       |                         |  | World Bowl IX     |                           |                |  |                                                          |
|                       | Amsterdam 30. Juni 2001 |  | Barcelona Dragons | \| \| 17 : 24 \| \| \| \| | Berlin Thunder |  | Amsterdam ArenA Zuschauer: 32,116 Referee: Terry McAulay |
| (3:4, 6:6, 8:0, 0:14) | Amsterdam 30. Juni 2001 |  | Barcelona Dragons |                           | Berlin Thunder |  | Amsterdam ArenA Zuschauer: 32,116 Referee: Terry McAulay |
|                       | 17 : 24                 |  |                   |                           |                |  |                                                          |
|                       |                         |  |                   |                           |                |  |                                                          |